# فرهنگ جامع فرق اسلامی
فرهنگ جامع فرق اسلامی با نام کامل فرهنگ جامع فرق اسلامی: برپایه دست نوشته‌های مرحوم آیت الله سیدمهدی روحانی  کتابی به‌کوشش سیدحسن خمینی است که در سال ۱۳۸۹ منتشر و در مراسم کتاب سال جمهوری اسلامی ایران به‌عنوان کتاب برگزیده معرفی شد.